# L'Affaire Blaireau
Pour les articles homonymes, voir L'Affaire Blaireau (film, 1923) et L'Affaire Blaireau (film, 1932).

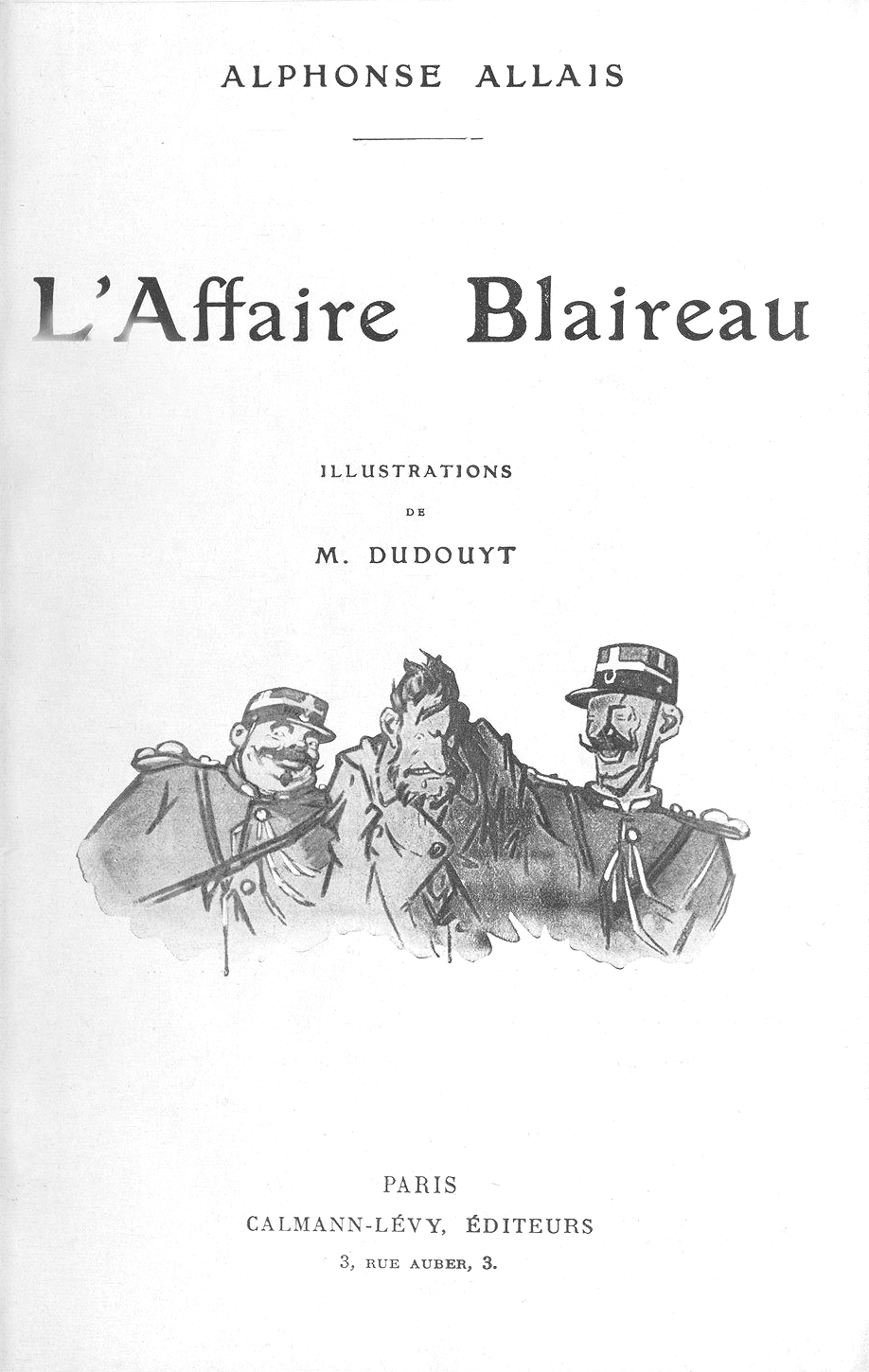
Édition Calmann-Lévy de 1913 illustrée par Charles Dudouyt.

L'Affaire Blaireau est un roman d'Alphonse Allais publié en 1899, basé sur un vaudeville inédit en trois actes intitulé Innocent (co-écrit avec Alfred Capus, joué 29 fois à Paris, à partir du 7 février 1896, au Théâtre des Nouveautés), originellement publié sous la forme de feuilleton dans Le Journal puis dans La Revue Blanche, sous le titre L'Affaire Baliveau. Entretemps, les noms de plusieurs personnages outre le personnage central sont modifiés ; ainsi la famille de Chouetteville se voit-elle attribuer le nom de Chaville.

Dans la préface d'Alphonse Allais, œuvres posthumes en 1990, François Caradec voit dans ce roman une allusion à l'affaire Dreyfus, écrivant notamment :

« Le sujet d'Innocent, pièce écrite en 1895, était celui d'une erreur judiciaire. Faut-il y voir une allusion à l'affaire Dreyfus, qui avait éclaté dans la presse à la fin de l'année 1894 ? Allais ne choisit en tout cas pas au hasard le nouveau titre de son feuilleton, L'Affaire Blaireau, en 1898. Cette année-là, Émile Zola a fait paraître J'accuse…! dans L'Aurore du 13 janvier ; le colonel Henry est arrêté en plein feuilleton, le 30 août ; le 3 juin 1899, le jugement de 1894 sera cassé, et le 30 juin, Alfred Dreyfus reviendra de l'île du Diable. Mais l'affaire Dreyfus ne sera pas finie pour autant quand L'Affaire Blaireau paraîtra chez un éditeur dreyfusiste, la Revue Blanche des frères Natanson. »

Cette analyse est partagée par la maison d'édition Arvensa, dans la présentation qu'elle fait d'Innocent dans Œuvres complètes.

## Résumé
Montpaillard est un petit village français typique du siècle de l'auteur, situé dans les environs de Tours. Son maire, M. Dubenoît, se targue d'être à la tête du village le plus calme de France depuis sa fondation vers la fin du XVe siècle ou le début du XVIe siècle, et n'a qu'un espoir : que cela continue pour toujours. Le principal fauteur de troubles du village, qu'il rêve de mettre à l'ombre, et que les forces de l'ordre ne parviennent pas à arrêter, n'est autre que Blaireau, braconnier et bricoleur.
À Montpaillard vit une famille de nobles, les Chaville. La fille de la famille, Arabella de Chaville, jeune trentenaire, n'est pas encore mariée, et refuse obstinément de se voir passer la bague au doigt par quelqu'un d'autre qu'un homme romanesque, capable de braver tous les dangers pour elle. Cette figure romanesque apparaît finalement dans sa vie lorsque Jules Fléchard, son professeur de gymnastique, commence à lui envoyer une série de lettres anonymes enflammées.
Lorsqu'un individu tente de pénétrer dans le domaine des Chaville et rosse Ovide Parju, garde-champêtre, c'est l'infortuné Blaireau qui, sous la pression du maire, est mis en prison. Mais quand à sa sortie de prison trois mois plus tard la vérité éclate, Maître Guilloche, avocat, chef de l'opposition au pouvoir politique en place, n'attend pas davantage pour sauter sur l'occasion et dénoncer l'erreur judiciaire.

## Personnages
- Blaireau : braconnier, victime d'erreur judiciaire, donne son titre au roman.
- Jules Fléchard : professeur de gymnastique improvisé, amoureux transi d'Arabella de Chaville, responsable du « crime ».
- Arabella de Chaville : jeune fille dans la trentaine qui n'attend pour se marier qu'un héros de roman, refusant obstinément tout prétendant ordinaire.
- Hubert de Chaville et madame de Chaville : Parents d'Arabella.
- Baron de Hautpertuis : Ami de la famille de Chaville, logeant temporairement chez ces derniers.
- Placide : serviteur de la famille de Chaville, dont le nom peine à être retenu par ses interlocuteurs.
- M. Dubenoît : maire de Montpaillard, fier du calme de son village. Supérieur direct de Parju.
- Maître Guilloche : avocat et journaliste anarchiste, chef du seul parti politique d'opposition de Montpaillard (10 membres pour 10 000 habitants). Saute à la première occasion sur l'Affaire Blaireau pour semer le désordre dans la ville.
- Ovide Parju : garde-champêtre, bon serviteur de la loi, victime de l'affront.
- M. Lerechigneux : président du tribunal, condamne Blaireau à trois mois de prison ferme, notant non sans une certaine ironie, lorsque ce dernier clame son innocence, « Ce n’est pas à moi, mon cher Blaireau, qu’il faut venir raconter ces sornettes ! À moi, qui plus de vingt fois vous ai acheté du gibier en temps prohibé. »
- M. Bluette : directeur de la prison de Montpaillard.
- Alice Croquet, alias Delphine de Serquigny : jeune parisienne amoureuse de M. Bluette, et maîtresse du baron de Hautpertuis.

## Adaptations

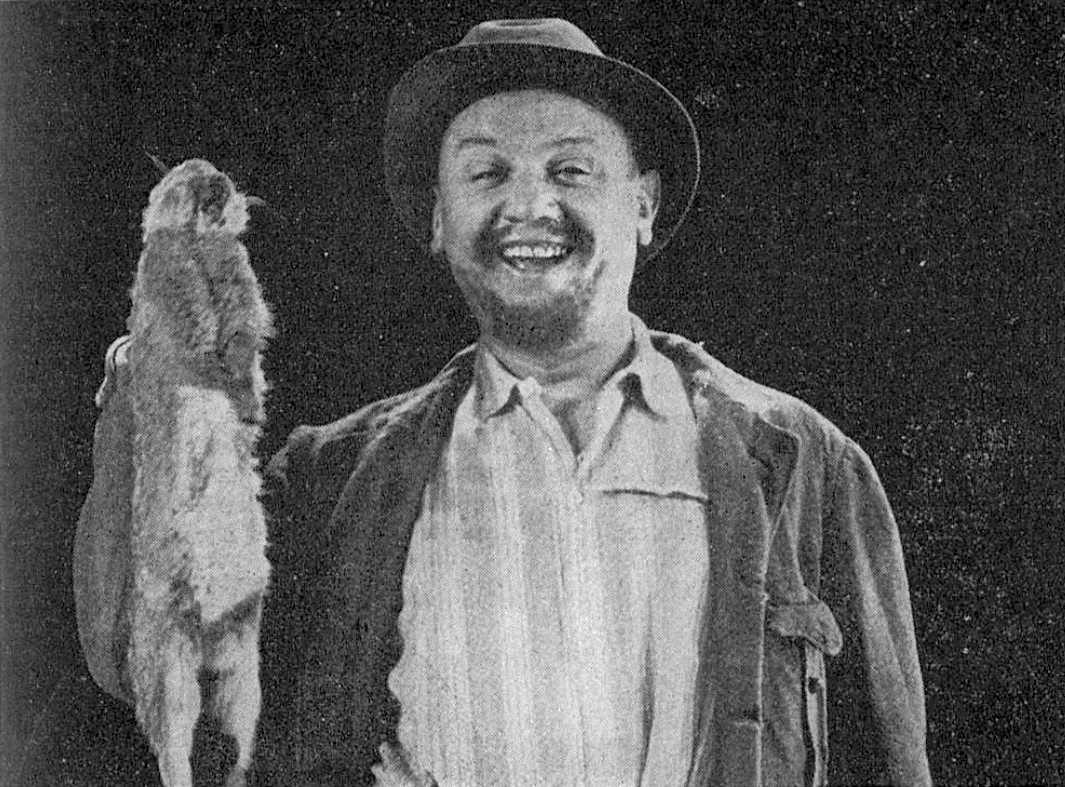
En 1923, André Brunot incarne le braconnier dans le film éponyme L'Affaire Blaireau.

L'Affaire Blaireau a été adaptée quatre fois à l'écran :
- 1923 : L'Affaire Blaireau, film muet de Louis Osmont[5],[6]
- 1932 : L'Affaire Blaireau, film d'Henry Wulschleger[7]
- 1958 : Ni vu, ni connu, film d'Yves Robert, avec Louis de Funès dans le rôle de Blaireau et Moustache dans le rôle d'Ovide Parju[8]
- 2010 : L'Affaire Blaireau, téléfilm de Jacques Santamaria, dans le cadre de la série Contes et nouvelles du XIXe siècle

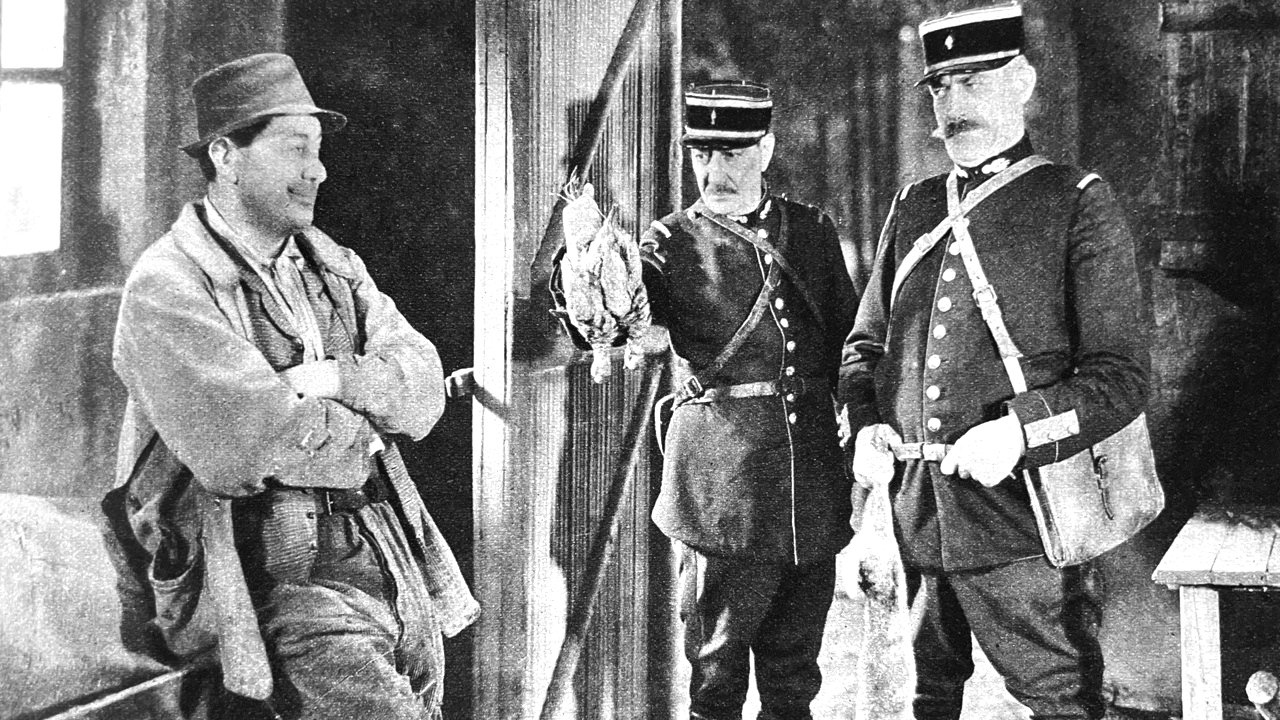
En 1932, l'humoriste Bach joue le héros dans L'Affaire Blaireau.

Dans les deux dernières adaptations, Fléchard n'est plus professeur de gymnastique, mais de piano.